# Jesse Clegg
Jesse Clegg (Johannesburg, 25 luglio 1988) è un cantante e musicista sudafricano.
Figlio di Johnny Clegg, è un artista prettamente rock. Suona chitarra e pianoforte.

## Biografia
Fin da piccolo ha seguito il padre nei suoi tour musicali.
Nel 2008, appena ventenne, ha inciso l'album d'esordio, When I Wake Up, che ha riscosso un successo immediato nel suo paese. Successivamente si è trasferito a Toronto per lavorare col canadese David Bottrill, produttore del suo secondo album, Life On Mars.
Nel 2014 Clegg ha intrapreso il suo primo tour internazionale, con tappe in Canada, USA e Regno Unito, dove si è tra l'altro esibito al Festival dell'Isola di Wight.
Nel 2015 l'artista sudafricano ha registrato il suo terzo disco in studio, Things Unseen, prodotto da Dennholm Harding. Il primo singolo, Use Me, è rimasto nella Top 40 di iTunes per tre mesi, mentre l'album, lanciato a giugno 2016 in occasione di un evento sold out a Johannesburg, si è piazzato  nella Top 10 degli album di iTunes.  Clegg è poi partito per un nuovo tour, che l'ha portato a esibirsi soprattutto negli USA.
Nell'ottobre del 2024 ha cantato alla Carnegie Hall di New York. 

## Vita privata
Ha una figlia, Mylah, nata nel 2021.. L'anno dopo il cantante ha perso la moglie Dani a causa di un tumore. 

## Discografia
- When I Wake Up (2008)
- Life on Mars (2011)
- Jesse Clegg Live & Unplugged (2012)
- Things Unseen (2016)